# Комната выкупа
Комната выкупа (исп. El Cuarto del Rescate) — туристический объект в городе Кахамарка, в Перу. По мнению некоторых перуанских историков, именно в этой постройке содержался в течение более чем 8 месяцев последний независимый правитель инков Атауальпа, и именно эта комната была заполнена золотом для выкупа пленённого Атауальпы.

## Битва при Кахамарке
После того как Франсиско Писарро высадился на побережье в Перу, он вскоре достиг резиденции инкского правителя Атауальпа. Целью Писарро, помнившего об успехе Кортеса, который с небольшим отрядом покорил Мексику, было открытие и завоевание новых земель. Справедливо полагая, что лишённых лидера индейцев будет покорить значительно легче, основой стратегии Писарро стал план по захвату инкского правителя в плен. После того как посланнику Писарро Эрнандо де Сото удалось убедить Атауальпа прибыть в расположение отряда испанцев в Кахамарку, Писарро стал готовить план атаки. В Кахамарку Атауальпа въехал со своим безоружным окружением в составе примерно 7000 человек, остальное сопровождение, которое, как считается, составляло около 80 000 человек, он оставил за городом. В результате Атауальпа был захвачен в плен, а почти 7000 человек, сопровождавших его, были убиты.
В надежде быть выпущенным на свободу, Атауальпа предложил Писарро заполнить помещение, в котором его держали в цепях, до потолка золотом. Когда Писарро от удивления замешкался, Атауальпа пообещал, что вдобавок заполнит соседнее помещение серебром. Когда Писарро наконец пришёл в себя, он возразил, что второе помещение меньше, чем первое, но Атауальпа пообещал заполнить второе дважды. На протяжении более чем трёх месяцев инки собирали золото и серебро и приносили его в Кахамарку. Понадобилось более 34 дней, чтобы переплавить все золотые и серебряные изделия. Общая сумма уплаченного выкупа составила 1 262 682 песо золота и 52 209 марок серебра.
Испанцы опасались того, что, будучи выпущенным, Атауальпа организует борьбу против них, поэтому, не дождавшись полной выплаты, подвергли его суду, выдвинув 12 обвинений, по всем из которых его признали виновным и казнили с помощью гарроты.

## Комната
Некоторыми историками считается, что так называемая комната выкупа — не то здание, которое было заполнено золотом, а в нём только содержался Атауальпа, а настоящая комната выкупа находится в другом месте.
Сама комната выкупа представляет собой типичное инкское строение со слегка наклонёнными стенами, построенное из вулканического камня. Длина постройки 6,7 метра, ширина 5,17 метров, высота 2,45 метра. Комната выкупа — единственная инкская постройка, сохранившаяся в Кахамарке.
В настоящее время ряд перуанских учёных предпринимают меры по спасению постройки, которую поразил грибок и плесень, также ей причинён значительный ущерб ветрами. По мнению Национального Института Культуры Перу, на защиту и реставрационные работы требуется более двух миллионов долларов.
Ежегодно комнату выкупа в Кахамарке посещают около 60 000 иностранных туристов.